# Atypha
Atypha es un género de lepidópteros de la familia Noctuidae. Se encuentra en Europa sur y central, en Turquía norte, Transcaucasia y en el Cáucaso.

## Especie
- Atypha pulmonaris (Esper, 1790)